# Demy de Zeeuw
Demy Patrick René de Zeeuw (* 26. května 1983, Apeldoorn, Nizozemsko) je nizozemský fotbalový záložník a reprezentant, který působí v klubu NAC Breda.

## Klubová kariéra
V Nizozemsku hrál profesionálně za kluby Go Ahead Eagles, AZ Alkmaar, AFC Ajax a NAC Breda. V zahraničí působil ve Spartaku Moskva a Anderlechtu Brusel.

## Reprezentační kariéra

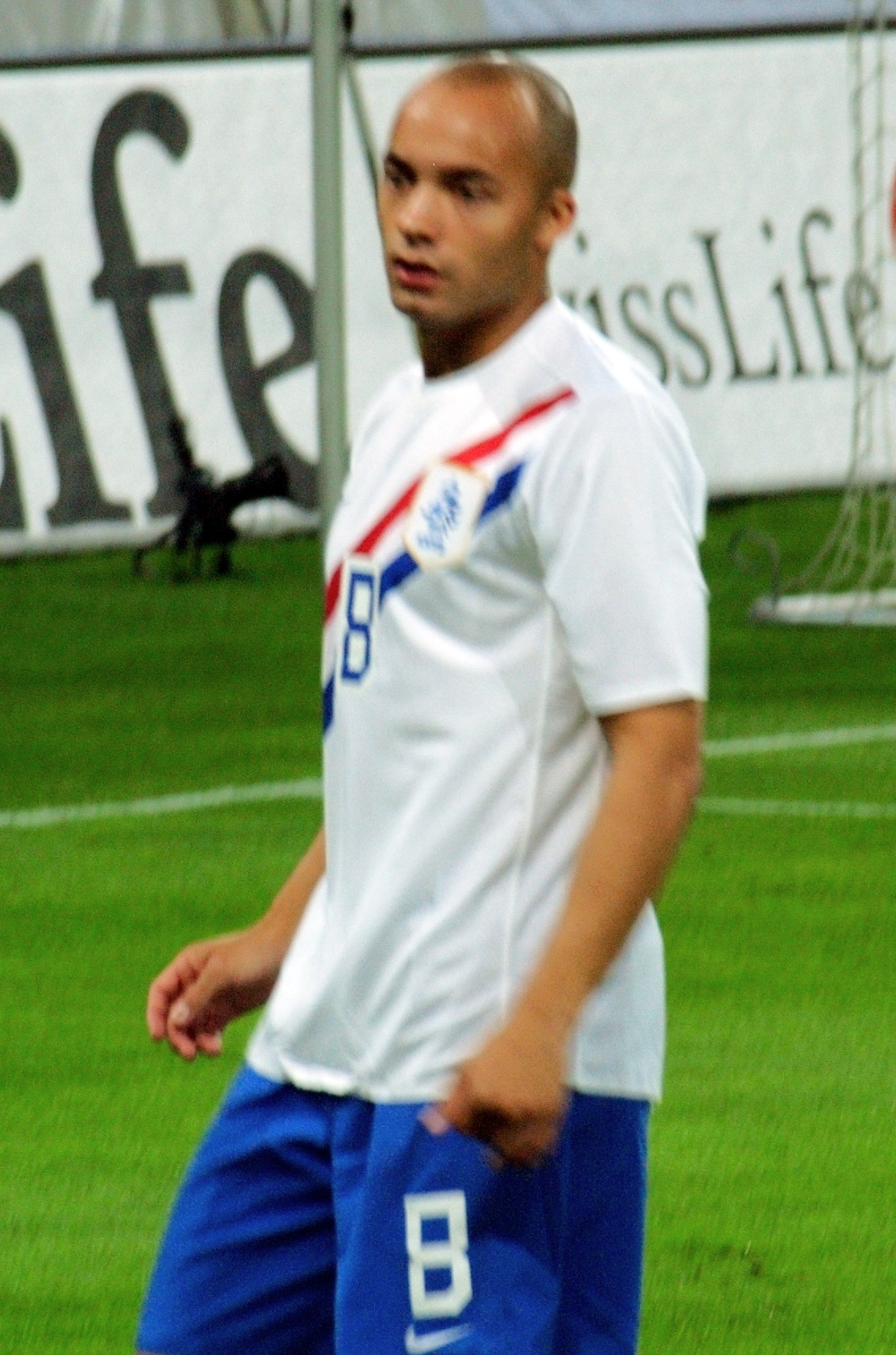
Demy de Zeeuw v dresu nizozemské reprezentace.

Demy de Zeeuw byl členem nizozemských mládežnických výběrů. Zúčastnil se Mistrovství Evropy hráčů do 21 let 2006 v Portugalsku, kde mladí Nizozemci vybojovali svůj první titul v této věkové kategorii, když porazili ve finále Ukrajinu 3:0. Na turnaji nastoupil ve čtyřech zápasech.
V nizozemském reprezentačním A-mužstvu debutoval v přátelském zápase proti Slovinsku 28. března 2007 v Celji, kde Nizozemsko zvítězilo 1:0. V reprezentaci hrál na postu defensivního záložníka, mezi jeho konkurenty na této pozici v národním týmu se mohli počítat Mark van Bommel, Orlando Engelaar a Nigel de Jong.
Pod trenérem Marco van Bastenem si zahrál na Mistrovství Evropy 2008 v Rakousku a Švýcarsku, kde Nizozemsko vypadlo ve čtvrtfinále s Ruskem. Demy nastoupil pouze v základní skupině proti Rumunsku (výhra 2:0).
Nizozemský reprezentační trenér Bert van Marwijk jej nominoval na Mistrovství světa 2010 v Jihoafrické republice, kde Nizozemsko získalo stříbrné medaile po porážce 0:1 ve finále se Španělskem.
Van Marwijk jej vzal i na Mistrovství Evropy 2012 v Polsku a na Ukrajině, kde Nizozemsko prohrálo v základní skupině B všechny tři zápasy (v tzv. „skupině smrti“ postupně 0:1 s Dánskem, 1:2 s Německem a 1:2 s Portugalskem) a skončilo na posledním místě. De Zeeuw ale nezasáhl ani do jednoho zápasu.